# Frederik Albrecht van Anhalt-Bernburg
Frederik Albrecht van Anhalt-Bernburg (Bernburg, 15 augustus 1735 — Ballenstedt, 9 april 1796) was van 1765 tot aan zijn dood vorst van Anhalt-Bernburg. Hij behoorde tot het huis Ascaniërs.

## Levensloop
Frederik Albrecht was de oudste zoon van vorst Victor II Frederik van Anhalt-Bernburg uit diens huwelijk met Albertine, dochter van markgraaf Albrecht Frederik van Brandenburg-Schwedt.
In 1765 volgde hij zijn vader op als vorst van Anhalt-Bernburg. Hij verlegde zijn residentie onmiddellijk van Bernburg naar Ballenstedt, waar hij in 1788 een klein hoftheater liet bouwen. Hij gold als een milde heerser en verordende dat ook vrouwen rechtsgeldige handelingen konden verrichten. Ook stichtte hij het oord Friedrichshöhe nabij de stad Güntersberge en begon hij een mineralenverzameling.
In december 1785 sloot Frederik Albrecht zich aan bij de Vorstenbond. Na de dood van vorst Frederik August van Anhalt-Zerbst in 1793, bereidde hij de deling van het vorstendom Anhalt-Zerbst voor, waarbij hij bemiddelde tussen de andere hertogen van Anhalt en tsarina Catharina II van Rusland, die geboren werd als prinses van Anhalt-Zerbst.
In april 1796 stierf Frederik Albrecht op 60-jarige leeftijd, in duistere omstandigheden. Het is nooit echt duidelijk geworden of hij om het leven kwam door een jachtongeval of zelfmoord pleegde.

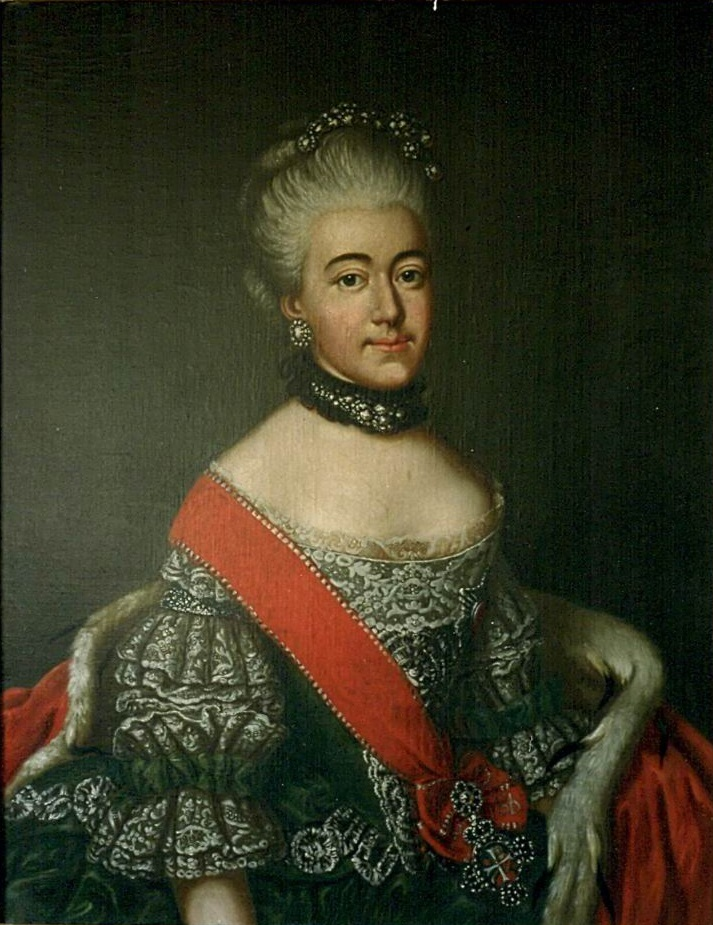
Louise Albertine van Sleeswijk-Holstein-Sonderburg-Plön

## Huwelijk en nakomelingen
Op 4 juni 1763 huwde hij met Louise Albertine (1748-1769), dochter van hertog Frederik Karel van Sleeswijk-Holstein-Sonderburg-Plön. Ze kregen twee kinderen:
- Alexius Frederik Christiaan (1767-1834), vorst van Anhalt-Zerbst
- Pauline Christine (1769-1820), huwde in 1796 met vorst Leopold I van Lippe-Detmold